# Séminaire pontifical romain
Le séminaire pontifical romain (pontificio seminario romano maggiore) est le séminaire du diocèse de Rome pour préparer les futurs prêtres du diocèse ou d'autres diocèses d'Italie. Depuis le 5 juillet 2023, le recteur est Michele Di Tolve, évêque auxiliaire de Rome, succédant au P. Gabriele Faraghini (2017-2023).

## Histoire
Le séminaire romain a vu le jour le 1er février 1565 d'après les dispositions du concile de Trente instituant l'établissement d'un séminaire pour chaque diocèse. La formation est confiée aux jésuites. Les locaux sont installés au palais Pallavicini, puis en 1607 au palais Gabrielli-Borromeo. Le séminaire déménage ensuite plusieurs fois avant de s'installer en 1913 dans les locaux actuels, près de la basilique Saint-Jean-de-Latran.
Pendant les deux premiers siècles de l'existence du séminaire, les séminaristes suivent les cours du Collège romain, tenu par les jésuites. En 1853, le séminaire Pie voulu par Pie IX et qui reçoit gratuitement des élèves d'autres diocèses des États pontificaux, est ouvert juste à côté. Il est réuni au séminaire majeur romain en 1913, lorsqu'il s'installe dans ses nouveaux locaux.
En 2013, le séminaire accueillait soixante-dix élèves pour six ans d'études. Les deux premières années correspondent aux études de philosophie, à la connaissance de soi et au discernement de la vocation. La troisième année, le séminariste prend la décision formelle d'entrer dans les ordres et les trois années suivantes (avec à la fin les grades de lecteur, acolyte, et l'accès au diaconat) son rôle de futur prêtre est assumé avec des cours de théologie et la participation deux fois par semaine à des activités pastorales à Rome : en paroisse, à l'hôpital, en prison et dans divers centres d'aide sociale. En 2017, les étudiants au nombre d'une soixantaine proviennent pour moitié du diocèse de Rome, pour un quart d'autres diocèses d'Italie et pour le dernier quart de l'étranger. Une grande partie d'entre eux étudient à l'université pontificale du Latran.